# 梅田淳
梅田 淳（うめだ じゅん、1961年1月10日 - ）は、フリーアナウンサー。元関西テレビアナウンサーで、退社後は、浅井企画を経て、同社との業務提携扱いで有限会社オフィスうめじゅん（本社：大阪府大阪市）に所属している。愛称は梅淳（うめじゅん）。追手門学院大学客員教授・大阪電気通信大学非常勤講師・サンケイスポーツコメンテーター。
岐阜県岐阜市の出身で、身長は174cm。

## 来歴・人物
岐阜県立長良高等学校から日本大学藝術学部放送学科へ進学。大学生時代には、学科の実習でテレビ番組の模擬制作を経験するかたわら、アルバイトで『プロ野球ニュース』（フジテレビ）のアシスタント・ディレクターを務めていた。当時の同級生に、船越英一郎や真田広之などがいる。
放送の現場へ関わるうちにアナウンサーを志望。大学4年時にフジテレビのアナウンサー室で正社員アナウンサーとしての採用を直訴したところ、居合わせた露木茂から「フジテレビでは（牧原俊幸の）採用が決まってしまったが、お前は（系列局の）関西テレビに向いている。オレからも推薦しておくからさ」というアドバイスを受けた。実際には、関西テレビと地元局・中部日本放送のアナウンサー試験を受験。いずれも合格に至ったが、1983年に関西テレビへ入社した。関西テレビには、露木から梅田を推薦する旨の電話が実際に入っていたという。
関西テレビへの入社直後から新人研修を受けていたが、研修期間終了直前（1983年9月）の健康診断で、急性肝炎を発症していることが判明。当時は早期の回復に有効な治療法が確立していなかったことから、入院加療や実家での静養などによって、半年間の休養を余儀なくされた。このため、「初鳴き」（番組デビュー）は入社2年目の1984年にまでずれ込んだが、以降はバラエティ、スポーツ、報道などの番組を幅広く担当した。夕方のローカルワイドニュース『アタック600』では、中継リポーターやスポーツキャスターを歴任したほか、天気予報でも解説役の福井敏雄と共演。独特の調子で語る福井に合いの手を入れる役割を担ったことで、福井と共に人気を集めた。また、1991年4月から2年間は、平日早朝のローカルワイドニュース番組『FNN World Uplink おおさか』のメインキャスターを担当。FNSアナウンス大賞で「優秀CM賞」を受賞したこともある。
その一方で、全国ネットの番組にも数多く出演。フジテレビ系列で毎年夏に放送中の『FNSの日』では、数回にわたって、関西テレビからの中継アナウンサーとして登場した。
放送中にビートたけしから「面白いからフリーになって東京に来い」と言われたことがあるが、その時はフリーになることを拒んでいた。
プロ野球中継の実況アナウンサーとして、2003年9月15日に阪神タイガースのセントラル・リーグ優勝決定の瞬間を伝えたことを花道に、2004年3月31日付で関西テレビを退職。フリーアナウンサーへ転身した。転身後は、テレビ・ラジオ番組への出演にとどまらず、講演会・アナウンスセミナーの講師、『サンケイスポーツ』のコメンテーター、イベントの司会なども務めている。また、2012年からは、大阪市内で「梅田塾」というアナウンススクールを主宰。スクールの卒業生に、朝日放送テレビのスポーツアナウンサー・福井治人（朝日放送時代の2015年に入社）や、FM802DJの樋口大喜などがいる。2018年度からは追手門学院大学の客員教授、2019年度からは大阪電気通信大学の非常勤講師にも就任。

## 現在のレギュラー

### テレビ
- プロ野球ニュース（フジテレビONE、2008年～2010年土・日曜司会、2012年～2014年試合結果報告アナウンサー、2015年木曜司会、2018年土曜司会、2021年以降、隔週で土曜司会）
- EASY GOLF（サンテレビ、司会、2015年11月～、毎週金曜日23:00～23:30）
- 報道ランナー（関西テレビ、毎週月曜日に放送する「週刊おしゃべりスタジアム」で“うめちゃん”として生ナレーションを担当）

### 新聞・雑誌
- サンケイスポーツ レギュラーコメンテーター（ゴルフ場を紹介する連載企画「越後屋隊長のコースNAVI」にも「隊員」として参加）
- 国際グラフ レギュラーインタビュアー

### 携帯サイト
- 阪神タイガース タイガースFUN内 絶叫リポート

## 過去

### テレビ

#### 関西テレビアナウンサー時代
- フロッピあ!
  - 自社制作の全国ネット番組で、放送前期にのみレギュラー出演。
- FNN World Uplink おおさか
- アタック600
- プロ野球中継／熱チュー!プロ野球（1990年〜2003年）
- 阪神×星野 緊急特番 Vの陣!（2003年）
- 走れ!ガリバーくん 　
  - 2005年4月3日まで司会を担当。放送回によっては、「ガリバーくん」（挑戦者）として出演することもあった。

以下はいずれも、フジテレビ制作の全国ネット番組。
- プロ野球ニュース（地上波版）（珍プレー特集のナレーションも務めた。）
- 感動ファクトリー・すぽると!
- 夕やけニャンニャン
  - 国電同時多発ゲリラ事件があった日のニュースコーナーで、京橋駅からの中継リポーターとして出演。
- FNSの日KTV中継リポーター
- 実況格闘（2003年12月30日）

#### フリーアナウンサー転向後
- さんまのまんま（関西テレビ）※ゲスト
- っちゅ〜ねん!（毎日放送）※木曜レギュラー
  - いずれも、同じ時期にフリーアナウンサーに転向した宮根誠司と共演。
- ちちんぷいぷい（毎日放送）
  - 『っちゅ〜ねん!』の終了を機に、「ぷいぷいスポーツ」担当で月1〜2回出演。特別番組にも登場した。
  - レギュラー降板後の2017年1月31日（火曜日）には、「ここはどこ?あなたダレ?」（関西テレビアナウンサーとしての2年後輩・山本浩之がリポーターを務めていたVTRロケコーナー）のゲストとして久々に登場。
- みかさつかさ（毎日放送）※ゲスト
- サン虎検定（サンテレビ）※司会（サン虎検定委員会・委員長）
- あっぷ&UP!（関西テレビ）
- たかじん胸いっぱい（関西テレビ）
- マダムシンコのスイーツドリーマー（TOKYO MX）
- ボンジュ〜ル!おめめちゃん（TOKYO MX、『マダムシンコのスイーツドリーマー』の後継番組）
- あほやねん!すきやねん!（NHK大阪放送局）
  - 2011年12月12日放送分にゲスト出演。梅田がNHKの番組に出演したのは、この時が初めてである。
- 野球好きニュース（J sports ESPN、2011年シーズン木曜日司会）
- 梅田淳のイマドキ家探し（ベイ・コミュニケーションズ）
- ドラマ10『コピーフェイス〜消された私〜』第2話（2016年11月25日、NHK総合テレビ）
  - 劇中で放送される情報番組の司会役[5]。

以下の番組にはいずれも、実況担当で出演。
- バイキング VIKING（フジテレビ）
- ファミ筋（フジテレビ）
- K-1 WORLD MAX 世界一決定トーナメント（TBS）
- HERO'S（TBS）
- TVチャンピオン2（テレビ東京）
- スポーツマンNo.1決定戦（TBS）
- KUNOICHI（TBS）
- 頑張る人応援バラエティ 体育の時間（テレビ朝日）
- ボク達同級生!プロ野球昭和40年会VS48年会（関西テレビが年1回に制作する特別番組）
- BSイレブン住之江ボートレース中継（BSイレブン、司会）
- たむらけんじのぶっちゃ～けBar（eo光テレビ）2020年6月1日
- SWALLOWS BASEBALL L!VE（フジテレビONE）2022年3月29日の「東京ヤクルトスワローズvs.読売ジャイアンツ」（神宮球場）。

#### ラジオ
- 梅田淳YOU LUCK情報局（ニッポン放送、2004年10月 - 2005年3月）
  - ラジオでは初めてのレギュラー番組で、メインパーソナリティを担当。

以下はいずれも、ラジオ大阪で放送されたレギュラー番組。
- 出発進行!うめじゅんです
  - 放送期間中の2006年・2007年には、毎年12月24日から25日にかけて放送される「ラジオ・チャリティー・ミュージックソン」で、ラジオ大阪制作分のメインパーソナリティも務めていた[6]。
- ニュース・ハイブリッド第2代パーソナリティ（2011年4月 - 2013年9月）

以下は、関西テレビ時代の上司（先輩アナウンサー）・桑原征平がメインパーソナリティを務めるABCラジオの生ワイド番組。
- 桑原征平粋も甘いも
  - 2005年3月10日・2014年5月7日・2015年10月21日・2017年6月28日・2021年6月10日の生放送にゲストとして出演。2021年6月には「粋甘流☆美女と野獣NEO」（水曜日に放送されるリスナー投稿企画）のお題（北島三郎「まつり」の替え歌）を事前収録で発表している。
  - 2018年12月5日・6日には、前週末に急性肺炎の発症で静養を余儀なくされた桑原に代わって、パーソナリティを務めている。
- 征平・吉弥の土曜も全開!!（2016年5月21日） 
  - 桑原が、前週（5月14日）の放送終了後に急性心筋梗塞の発症・手術で休養したことを受けて、パーソナリティ代理出演。

以下はいずれも、MBSラジオの生ワイド番組。
- 上泉雄一のFANFANレディオ（2008年12月10日）
  - 「AMラジオを一緒に盛り上げよう」との思いから、ラジオ局の壁を越えて、当時パーソナリティを務めていた『出発進行!うめじゅんです』の番組グッズをリスナーへのプレゼントに提供した。
- ヤマヒロのぴかいちラジオ～大晦日年忘れスペシャル～（2013年12月31日）
- 次は〜新福島!（2018年1月31日）
  - メインパーソナリティを務める福島暢啓（毎日放送アナウンサー）の「パイセン」（ラジオパーソナリティとしての先輩）として、「ラジオ博愛主義!パイセンがやってきた!」（20時台のゲストコーナー）へ出演。

### CM・広告
- SOYAFARM「豆乳で作ったヨーグルト」（フリーアナウンサーへの転身直後に宮根と共演）
- ウィル不動産販売
- SHT兵庫株式会社

#### 映画
- 白い手（1990年、東宝）関西テレビが製作に出資していた関係で、同局のアナウンサーを代表して、医師役でエキストラ出演。